# Arizona Charlie’s Decatur
Arizona Charlie’s Decatur – hotel i kasyno w Charleston Heights, w amerykańskim stanie Nevada. Stanowi własność korporacji American Casino & Entertainment Properties.
Obiekt składa się z hotelu z 258 pokojami, a także kasyna o powierzchni 5.500 m². Grupę docelową Arizona Charlie’s Decatur stanowią lokalni mieszkańcy Las Vegas oraz jego okolic.

## Historia
Arizona Charlie’s Decatur (oraz Arizona Charlie’s Boulder) powstały z inicjatywny rodziny Beckerów – działającej od lat na obszarach Las Vegas. W 1963 roku małżeństwo Beckerów podjęło się budowy kręgielni, Charleston Heights Bowling, z 36 torami oraz automatami do gier. Ich syn – Bruce Becker, wrócił do Las Vegas w 1971 roku i zajął się zarządzaniem Charleston Heights Bowling. Bruce podjął decyzję o rozszerzeniu kręgielni o kasyno. Jego nazwę zaczerpnięto od dalekiego krewnego rodziny Beckerów, showmana „Arizony” Charliego Meadowsa. Koszt budowy kasyna, otwartego w 1988 roku, wyniósł 18 milionów dolarów. W 1994 roku 31-letnia kręgielnia, a także pobliska pizzeria i supermarket zostały zniszczone, by zrobić miejsce dla ekspansji kasyna. Rozbudowa obiektu pochłonęła w sumie 40 milionów dolarów.
W listopadzie 1997 roku inwestor Carl Icahn wykupił większość długów Arizona Charlie’s, stając się głównym wierzycielem obiektu. Icahn próbował przejąć kontrolę nad kompleksem na drodze procesu o bankructwo. Ostatecznie, w lipcu 1998 roku, w wyniku niemożności spłaty przez Bruce’a Beckera 92 milionów dolarów pożyczki u United Healthcare, Carl Icahn i korporacja American Casino & Entertainment Properties (ACEP) przejęli prawa własnościowe Arizona Charlie’s.